# CW Волка
CW Волка (лат. CW Lupi) — одиночная переменная звезда в созвездии Волка на расстоянии (вычисленном из значения параллакса) приблизительно 6044 световых лет (около 1853 парсеков) от Солнца. Видимая звёздная величина звезды — от +12,2m до +11,5m.

## Характеристики
CW Волка — жёлтая пульсирующая переменная звезда типа RR Лиры (RR) спектрального класса G-F. Радиус — около 6,44 солнечных, светимость — около 45,794 солнечных. Эффективная температура — около 5915 K.